# Anna Grassellino
Anna Grassellino (Marsala, 1981) è una fisica dei materiali e ricercatrice italiana nel campo della superconduttività, dal 2020 direttrice del centro SQMS (Superconducting Quantum Materials and Systems) al Fermilab.  È anche professore associato presso la Northwestern University, dove è co-direttrice del CAPST (Center for Applied Physics and Superconducting Technology). Nel 2017 Barack Obama le ha conferito il "Presidential Early Career Award for Scientists and Engineers".

## Biografia
Originaria di Marsala, ha frequentato il locale Liceo Scientifico diplomandosi con il massimo dei voti. In seguito ha studiato ingegneria elettronica presso l'Università di Pisa, laureandosi nel 2005 con una tesi in microelettronica. Ha trascorso l'estate del 2004 come stagista al Fermilab e ha incontrato Nigel Lockyer, suo futuro mentore e direttore del Fermilab dal 2013 al 2022.
Si è iscritta all'Università della Pennsylvania nel 2007 per gli studi di dottorato in fisica applicata. Le sue ricerche sulle cavità SFR (superconduttive per frequenze radio) sono state svolte nel laboratorio canadese TRIUMF a Vancouver, lavorando con Nigel Lockyer. Ha ottenuto il titolo di dottore di ricerca (PhD) nel 2011.
È diventata ricercatrice post-dottorato presso il Fermilab nel 2012. È stata poi nominata Scientist nel 2015 e Senior Scientist nel 2018. Ha ricoperto ruoli direttivi al Fermilab (Capogruppo nel 2014, Vice Capo Divisione nel 2016 e Vice Direttore Tecnico nel 2019). Nell'agosto 2020 il DOE (Dipartimento dell'energia degli Stati Uniti d'America) l'ha nominata alla direzione del centro SQMS (Superconducting Quantum Materials and Systems) al Fermilab.
Attualmente è direttrice del centro SQMS e professore associato presso la Northwestern University, dove è co-direttrice del CAPST (Center for Applied Physics and Superconducting Technology).
Sposata con Alexander Romanenko, russo ucraino, senior scientist al Fermilab, è madre di tre figli: Stephen, George e Marie.

## Attività di ricerca
Anna Grassellino è nota per il suo lavoro pionieristico sulle cavità SFR (superconduttive per frequenze radio) utilizzate negli acceleratori di particelle.
Ha sperimentato l'introduzione di piccole quantità di azoto sulla superficie elettrolucidata interna delle cavità di niobio, notando che l'azoto residuo migliorava sistematicamente la risposta in radiofrequenza delle cavità.
La scoperta degli effetti del drogaggio con azoto interstiziale è avvenuta per caso (serendipità), nel tentativo di produrre del nitruro di niobio.
Le cavità SFR tendono ad espellere il flusso magnetico, con dissipazione di potenza elettrica.
Cuocendo ad alte temperature le cavità di niobio in presenza di azoto i fattori di merito vengono più che triplicati, riducendo drasticamente i costi per la criogenia dei grandi impianti d'accelerazione.
Tale tecnologia è ora adottata come standard per la produzione le cavità SRF e utilizzata nei laboratori di tutto il mondo, così come da aziende private.
Il primo impianto d'accelerazione di particelle costruito con cavità SRF drogate con azoto interstiziale è stato LCLS-II HE presso SLAC (Stanford Linear Accelerator Center).
Anna Grassellino ha tenuto diversi seminari di divulgazione scientifica sulla sua attività, in Italia e negli Stati Uniti.

## Premi e riconoscimenti
Nel 2009 ha ricevuto un premio per il miglior poster all'International Particle Accelerator Conference.
Nel 2015 le è stato assegnato un premio "Early Career" di 2.500.000 $ dal DOE (Dipartimento dell'energia degli Stati Uniti d'America), che le ha permesso di assumere dei ricercatori per il proprio programma di studi.
Nel 2016 ha vinto l'"Institute of Electrical and Electronics Engineers Particle Accelerator Science and Technology Award".
Nel 2016 ha ospitato l'allora Presidente del Consiglio dei Ministri Matteo Renzi al Fermilab.
Nel 2017 ha ricevuto: 
- il "Presidential Early Career Award for Scientists and Engineers" da Barack Obama.[26][27][28]
- il "Frank Sacherer Prize 2017" per i risultati a inizio carriera nel campo dell'acceleratore.[29]
- il "US Particle Accelerator School's Prize for Achievement in Accelerator Physics and Technology".

Nel 2018 è stata insignita della massima onorificenza del Rotary Club di Marsala Lilibeo.
Nel 2020 le è stato assegnato il "Premio Donna dell’Anno" dal periodico D - la Repubblica.
Nel 2020 è stata eletta membro della American Physical Society.
Nel 2021 ha tenuto la lezione inaugurale del II semestre all'Università di Pisa.
Nel 2024 ha ricevuto il Premio Marisa Bellisario.